# Судінце
Судінце (словац. Sudince) — село, громада в окрузі Крупіна, Банськобистрицький край, центральна Словаччина, традиційний регіон Гонт. Кадастрова площа громади — 4,09 км². Населення — 85 осіб (за оцінкою на 31 грудня 2017 р.).
Перша згадка 1245 року.

## Населення
| Рік:            | 1994. | 2004.    | 2014.    | 2024. |
| --------------- | ----- | -------- | -------- | ----- |
| Кількість осіб: | 68    | 59       | 80       | 92    |
| Різниця:        |       | -13,23 % | +35,59 % | +15 % |

| Рік:            | 2023. | 2024.   |
| --------------- | ----- | ------- |
| Кількість осіб: | 91    | 92      |
| Різниця:        |       | +1,09 % |